# Associació d'Exinternats del Franquisme a Catalunya
Associació d'Exinternats del Franquisme a Catalunya és una entitat que treballa per recuperar de la memòria històrica col·lectiva totes aquelles persones que van lluitar per les llibertats democràtiques i nacionals i que les represàlies viscudes durant el franquisme no caiguin en l'oblit. El 2004 va rebre la Creu de Sant Jordi.
L'Associació treballa per al reconeixement de tots aquells catalans i catalanes que en el seu dia van patir internament per les seves conviccions polítiques i la lluita per la llibertat i la democràcia, i vol contribuir a restituir-les la dignitat davant les misèries, vexacions i humiliacions sofertes durant el captiveri a què el franquisme les sotmeté. També treballen perquè el govern francès reconegui als integrants de les companyies franceses militaritzades de treballadors espanyols. En 2010 va realitzar 25 homenatges per tot Catalunya.